# یرواند ماناریان
یرواند کریستاپوری ماناریان (ارمنی: Երվանդ Քրիստափորի Մանարյան؛ زاده ۲۰ سپتامبر ۱۹۲۴ - درگذشته ۲۰ فوریهٔ ۲۰۲۰) یک بازیگر اهل ارمنستان بود.
یرواند کریستاپوری ماناریان (به ارمنی: Երվանդ Քրիստափորի Մանարյան) یکی از چهره‌های برجسته هنرهای نمایشی ارمنستان بود که در ۲۰ سپتامبر ۱۹۲۴ در اراک، ایران به دنیا آمد و در ۲۰ فوریه ۲۰۲۰ در ایروان، ارمنستان درگذشت. 
زندگی و فعالیت هنری
ماناریان در سال ۱۹۴۶ به همراه خانواده‌اش و هزاران ارمنی دیگر از ایران به ارمنستان شوروی مهاجرت کرد. او در مؤسسه تئاتر ایروان تحصیل کرد و فعالیت هنری خود را در تئاتر، سینما و هنر عروسکی آغاز نمود.  از سال ۱۹۷۸ تا ۱۹۸۵، مدیر هنری تئاتر عروسکی دولتی ایروان به نام هوهانس تومانیان بود. در سال ۱۹۸۸، تئاتر-استودیوی عروسکی «آگولیس» را بنیان‌گذاری کرد که در سراسر ارمنستان اجراهای متعددی داشت.  
آثار سینمایی برجسته
از جمله فیلم‌های معروف او می‌توان به موارد زیر اشاره کرد:
کارینه (۱۹۶۹)
خویشاوند مورگان (۱۹۷۰)
عروسی از شمال (۱۹۷۵)
کاپیتان آراکل (۱۹۸۶)
رفیق پانجونی (۱۹۹۲)
گارگین نژده (۲۰۱۳) 
افتخارات و یادبودها
ماناریان به عنوان «هنرمند مردمی جمهوری ارمنستان» شناخته شد و در سال ۲۰۱۹ عنوان «شهروند افتخاری ایروان» را دریافت کرد. در سال ۲۰۲۴، به مناسبت صدمین سالگرد تولدش، مجسمه‌ای به ارتفاع ۲.۸ متر در مقابل تئاتر عروسکی هوهانس تومانیان در ایروان نصب شد.  همچنین، تمبری یادبود با تصویر او منتشر شد.  
فعالیت‌های اجتماعی و سیاسی
ماناریان علاوه بر فعالیت‌های هنری، در عرصه‌های اجتماعی و سیاسی نیز فعال بود.  او عضو کنگره ملی ارمنستان به رهبری لوون تر-پتروسیان، رئیس‌جمهور سابق ارمنستان، بود.  
میراث فرهنگی
یرواند ماناریان با بیش از هفت دهه فعالیت در تئاتر، سینما و هنر عروسکی، تأثیر عمیقی بر فرهنگ و هنر ارمنستان گذاشت.  او با آثار و فعالیت‌هایش، الهام‌بخش نسل‌های آینده هنرمندان ارمنی بود. 

## زندگی‌نامه
ماناریان در سال ۱۹۲۴ در اراک زاده شد. در سال ۱۹۴۶ خانواده او به همراه هزاران ارمنی دیگر به ارمنستان شوروی کوچ کردند.  آرمان ماناریان برادر وی بود. یرواند یکی از اعضای کنگره ملی، لوون تر-پتروسیان رئیس‌جمهور سابق، بوده‌است. وی در ۲۰ فوریه ۲۰۲۰ در سن ۹۵ سالگی در ایروان درگذشت.

## جوایز و افتخارات
- هنرمند مردمی ارمنستان[۲]
- چهره هنری شایسته جمهوری ارمنستان

## فیلم‌شناسی
- کارینه (۱۹۶۹)
- 'Morgan's Relative (۱۹۷۰)
- hy:Քաոս (ֆիլմ) Chaos (۱۹۷۴)
- عروسی از شمال (۱۹۷۵)
- Priekhali na konkurs povara... (۱۹۷۷)
- آرئویک (۱۹۷۸)
- Captain Arakel (۱۹۸۶)
- رفیق پانجونی (۱۹۹۲)
- Le piano (۲۰۱۱)
- گارگین نژده (۲۰۱۳)